# Tetrosomus concatenatus
Tetrosomus concatenatus és una espècie de peix de la família dels ostràcids i de l'ordre dels tetraodontiformes.

## Morfologia
- Els mascles poden assolir 30 cm de longitud total.[5]

## Hàbitat
És un peix marí, de clima temperat i associat als esculls de corall que viu fins als 60 m de fondària.

## Distribució geogràfica
Es troba des de l'Àfrica oriental fins al sud del Japó i Nova Caledònia.

## Observacions
És inofensiu per als humans.